# Пнуэли, Амир
Амир Пнуэли (ивр. אמיר פנואלי‎, 22 апреля 1941 года, Нахалаль, Палестина — 2 ноября 2009 года, Нью-Йорк, США) — израильский и американский учёный в области теории вычислительных систем, профессор информатики при Институте Вейцмана. Награждён в 1996 году премией Тьюринга за исследование темпоральной логики и её применения в верификации программ.

## Биография
Получил степень бакалавра в Израильском технологическом институте (Хайфа), степень доктора философии по прикладной математике — в Институте Вейцмана в 1967 году с диссертацией о расчёте океанских приливов. После работы в качестве постдока в Стэнфордском университете вернулся в Реховот. В 1973 году переехал в Тель-Авив, основал в Тель-Авивском университете факультет информатики и стал его первым деканом. В 1981 году перешёл на должность профессора информатики в Институте Вейцмана.
С 1999 года — профессор Нью-Йоркского университета. В 2007 году избран действительным членом Ассоциации вычислительной техники.
Основал две фирмы — Mini-Systems и AdCad.
Был женат, имел трёх детей и внука.
Скончался 2 ноября 2009 года в возрасте 68 лет от кровоизлияния в мозг.

## Награды
- 1996 — премия Тьюринга «за плодотворную работу по внедрению темпоральной логики в вычислительные науки, и за выдающийся вклад в верификацию программ и систем»[3]
- 1997 — почётный докторский титул от Уппсальского университета (Швеция)
- 1998 — почётный докторский титул от Университета Жозефа Фурье (Гренобль, Франция)
- 2000 — Государственная премия Израиля